# Borje (Słowenia)
Borje – wieś w Słowenii, w gminie Zagorje ob Savi. W 2018 roku liczyła 49 mieszkańców.